# Orphans: Brawlers, Bawlers & Bastards
Orphans: Brawlers, Bawlers & Bastards es un triple álbum recopilatorio del músico estadounidense Tom Waits, publicado el 17 de noviembre de 2006 por el sello ANTI-.
El álbum incluye una colección de 24 rarezas y 30 canciones nuevas de Tom Waits, y está separado en categorías: el primero, bajo el título de Brawlers, incluye canciones de estilo rock y blues; el segundo, con el título de Bawlers, incluye baladas y melodías más melancólicas; y finalmente el tercer disco, Bastards, incluye canciones experimentales y piezas habladas.
Waits describió la colección como:

Un montón de canciones que cayeron detrás de la estufa mientras hacía la cena, sobre 60 canciones que coleccionamos. Algunas son de películas, otras de recopilatorios. Algunas son material que no encajaba en un disco, cosas que grabé en el garaje con los niños. Cosas extrañas, canciones huérfanas.

La gira The Orphans Tour se llevó a cabo en apoyo del álbum antes de su publicación.

## Subdivisión en tres discos
Sobre la decisión de organizar las canciones en tres discos temáticos bajo los títulos de Brawlers, Bawlers y Bastards, Waits comentó en una entrevista: 

Era sólo un gran montón de canciones. Como tener un gran montón de material para una película. Necesita organizarse de un modo significativo de modo que tenga una experiencia sonora equilibrada. Tienes esta caja grande con todas esas cosas en ella y no significan nada hasta que no están secuenciadas. Tomó algo de trabajo. Hay una división temática, y también de ritmo y todo eso. Las canciones tuvieron diferentes fuentes y también fueron escritas en diferentes momentos. En hacerlas trabajar juntas está el truco.

Brawlers, la colección de canciones orientadas a estilos como el rock y el blues, contiene canciones con temáticas tan variadas como relaciones fallidas ("Lie To Me", "Walk Away"), inundaciones y el subsiguiente caos ("2:19"), e incluso un relato sobre el conflicto árabe-israelí ("Road to Peace"), e incorpora estilos musicales como el gospel ("Ain't Goin' Down to the Well", "Lord I've Been Changed") y melodías sentimentales ("Lucinda", "Sea of Love").
Bawlers está compuesto de canciones en su mayoría pesimistas, sentimiento que reemplaza a la esperanza de otras baladas de Waits en álbumes anteriores, como "Bend Down the Branches", "Little Drop of Poison", "Fannin Street", "Little Man" y "Widow's Grove". La canción "Down There By The Train" fue escrita por Waits para Johnny Cash y apareció en el álbum American Recordings. Waits afirmó que originariamente la segunda parte de Orphans llevaba por título Shut Up and Eat Your Ballads (lo cual puede traducirse al castellano como: "Cállate y cómete tus baladas").
La última parte del álbum, Bastards , contiene los estilos musicales más experimentales, abriendo con una adaptación del poema de Bertolt Brecht "What Keeps Mankind Alive?" y continuando con "Children's Story", un extracto de la adaptación teatral realizada por Robert Wilson de Woyzeck, cuya música compuso Waits y publicó en 2002 en el álbum Blood Money. El disco contiene también otras adaptaciones literarias, incluyendo un poema de Charles Bukowski acerca de la iluminación ("Nirvana") y dos canciones, "Home I'll Never Be" y "On the Road", originalmente escritas por Jack Kerouac.

## Recepción
Orphans: Brawlers, Bawlers & Bastards fue publicado con reseñas muy positivas y alcanzó el puesto 2 en la lista de los 30 mejores álbumes de 2006 elaborada por la web Metacritic solo por debajo del álbum Savane de Ali Farka Toure. Fue nominado al premio Grammy como mejor álbum de folk contemporáneo en 2007.
El álbum fue certificado disco de oro por la RIAA por vender más de 500 000 copias en Estados Unidos, y ha vendido más de un millón de discos a nivel mundial, convirtiéndose hasta la fecha en el trabajo más vendido de Waits.

## Ediciones
Un pequeño grupo de copias limitadas de Orphans: Brawlers, Bawlers & Bastards incluía un sencillo en vinilo con las canciones "Lie to Me" y "Crazy About My Baby". El 8 de diciembre de 2009 se publicó una edición en formato vinilo con 7 discos y las mismas canciones que la edición en formato CD.

## Lista de canciones
Todos los temas compuestos por Tom Waits y Kathleen Brennan excepto donde se anota.

### Disco uno:Brawlers
1. "Lie to Me" – 2:10
2. "LowDown" – 4:15
3. "2:19" – 5:02
  - Publicada en el álbum de John P. Hammond Wicked Grin (2001)
4. "Fish in the Jailhouse" – 4:22
5. "Bottom of the World" – 5:42
  - Publicada en el documental de 2003 Long Gone[11]
6. "Lucinda" – 4:52
7. "Ain't Goin' Down to the Well" (Lead Belly/John Lomax/Alan Lomax) – 2:28
8. "Lord I've Been Changed" (trad. arr. Waits/Brennan) – 2:28
  - Publicada como "I Know I've Been Changed" en el álbum de John P. Hammond Wicked Grin (2001)
9. "Puttin' on the Dog" – 3:39
  - Publicada en el largometraje de 1999 Liberty Heights[12]
10. "Road to Peace" – 7:17
11. "All the Time" – 4:33
12. "The Return of Jackie and Judy" (Joey Ramone/Johnny Ramone/Dee Dee Ramone) – 3:28
  - Publicada en el álbum tributo a Ramones We're a Happy Family (2003)
13. "Walk Away" – 2:43
14. "Sea of Love" (Phil Phillips/George Khoury) – 3:43
  - Publicada en la banda sonora de Sea of Love (1989)
15. "Buzz Fledderjohn" – 4:12
  - Publicada en el sencillo "Hold On" (1999)
16. "Rains on Me" (Waits/Weiss) – 3:20
  - Publicada en el álbum de Chuck E. Weiss Extremely Cool[13]

### Disco dos:Bawlers
1. "Bend Down the Branches" – 1:06
  - Publicada en For the Kids (2002), un álbum de canciones infantiles
2. "You Can Never Hold Back Spring" – 2:26
  - Publicada en el largometraje de Roberto Benigni El tigre y la nieve.
3. "Long Way Home" – 3:10
  - Publicada en la banda sonora de Big Bad Love (2001)
4. "Widow's Grove" – 4:58
5. "Little Drop of Poison" – 3:09
  - Publicada en las bandas sonoras de The End of Violence y Shrek 2
6. "Shiny Things" – 2:20
7. "World Keeps Turning" – 4:16
  - Publicada en la banda sonora de Pollock (2001)
8. "Tell It to Me" – 3:08
  - Grabada como dúo con Ramblin' Jack Elliot con el título de "Louise (Tell It To Me)"
9. "Never Let Go" – 3:13
  - Publicada en la banda sonora del filme American Heart.
10. "Fannin Street" – 5:01
  - Aparece en el álbum de John P. Hammond Wicked Grin (2001) interpretada por John Hammond.
11. "Little Man" (Teddy Edwards) – 4:33
  - Previamente publicada en Mississippi Lad, un álbum de Teddy Edwards
12. "It's Over" – 4:40
  - Previamente publicada en la banda sonora de la película de 1999 Liberty Heights.
13. "If I Have to Go" – 2:15
  - Usada en la obra de 1986 Franks Wild Years.[14] El tema aparece también bajo el título "Rat's Theme" en el documental de 1984 Streetwise.
14. "Goodnight Irene" (Lead Belly/Gussie L. Davis) – 4:47
15. "The Fall of Troy" – 3:01
  - Publicada previamente en la banda sonora de Dead Man Walking (1996)
16. "Take Care of All My Children" – 2:31
  - Aparece en el documental de 1984 Streetwise[15]
17. "Down There by the Train" – 5:39
  - Versionada anteriormente por Johnny Cash en su álbum de 1994 American Recordings.
18. "Danny Says" (Joey Ramone/Johnny Ramone/Dee Dee Ramone) – 3:05
19. "Jayne's Blue Wish" – 2:29
  - Previamente publicada en la banda sonora de Big Bad Love (2002)
20. "Young at Heart" (Carolyn Leigh/Johnny Richards) – 3:41

### Disco tres:Bastards
1. "What Keeps Mankind Alive?" (Kurt Weill/Bertolt Brecht) – 2:09
  - Publicada anteriormente en el álbum tributo a Weill Lost in the Stars: The Music of Kurt Weill (1985) y basada en la obra Woyzeck de Georg Büchner
2. "Children's Story" – 1:42
  - Basada en la obra de Georg Büchner Woyzeck
3. "Heigh Ho" (Frank Churchill/Larry Morey) – 3:32
  - De la película de 1937 Blancanieves y los siete enanitos
4. "Army Ants" – 3:25
5. "Books of Moses" (Skip Spence) – 2:49
  - Publicada en More Oar, un tributo al primer álbum en solitario de Spence, Oar
6. "Bone Chain" – 1:03
7. "Two Sisters" (traditional, arr by Waits / Brennan) – 4:55
8. "First Kiss" – 2:40
9. "Dog Door" (Waits/Brennan/Mark Linkous) – 2:43
10. "Redrum" – 1:12
11. "Nirvana" – 2:12
  - Letra: Charles Bukowski
12. "Home I'll Never Be" – 2:28
  - Letra: Jack Kerouac
13. "Poor Little Lamb" (William J. Kennedy/Waits) – 1:43
14. "Altar Boy" – 2:48
  - Originalmente escrita para Alice
15. "The Pontiac" – 1:54
16. "Spidey's Wild Ride" – 2:03
17. "King Kong" (Daniel Johnston) – 5:29
  - Publicada previamente en el álbum tributo a Johnston The Late Great Daniel Johnston: Discovered Covered (2004)
18. "On the Road" – 4:14
  - Letra: Jack Kerouac
19. "Dog Treat" (tema oculto) – 2:56
  - Grabación en directo
20. "Missing My Son" (tema oculto) – 3:38

## Personal
- Tom Waits: voz, guitarra, pump organ, teclados y percusión
- Dave Alvin: guitarra
- Anges Amar: silbato
- Ara Anderson: trompeta
- Ray Armando: percusión
- Bobby Baloo: cencerro
- Bobby Black: steel guitar
- Michael Blair: batería y percusión
- Andrew Borger: percusión
- Brain: percusión
- Matt Brubeck: bajo
- Dan Cantrell: acordeón
- Ralph Carney: saxofón
- Crispin Cioe: saxofón
- Bent Clausen: banjo y piano
- Les Claypool: bajo
- Jimmy Cleveland: trombón
- Harry Codyc: banjo
- Greg Cohen: bajo
- Eddie Davis: banjo
- Darrel Devore: violín circular
- Seth Ford-Young: bajo
- Steve Foreman: percusión
- Mitchell Froom: chamberlin
- Bob Funk: trombón
- Joe Gore: guitarra
- Chris Grady: trompeta
- Brett Gurewitz: guitarra
- Ron Hacker: guitarra
- John Hammond: armónica
- Arno Hecht: saxofón
- Billy Higgins: batería
- Art Hillery: piano
- Stephen Hodges: percusión
- Bart Hopkin: clarinete
- Trevor Horn: bajo
- Carla Kihlstedt: violín
- Guy Klucevsek: acordeón
- Gary Knowlton: teclados
- Mike Knowlton: guitarra
- Larry LaLonde: guitarra
- Adam Lane: bajo
- Mark Linkous: guitarra, bajo y batería
- Paul "Hollywood" Litteral: trompeta
- Charlie Musselwhite: armónica
- Tom Nunn: The Bug
- Eric Perney: bajo
- Nic Phelps: trombón
- Dan Plonsey: clarinete
- Steve Prutsman: piano
- Marc Ribot: guitarra
- Bebe Risenfors: clarinete
- Gino Robair: percusión
- Mike Silverman: bajo
- Jeff Sloan: percusión
- Nolan Smith: trompeta
- Matthew Sperry: bajo
- Colin Stetson: saxofón
- Larry Taylor: bajo
- Francis Thumm: piano
- Leroy Vinnegar: bajo
- Casey Waits: batería
- Sullivan Waits: guitarra
- Richard Waters: waterphone
- Tom Yoder: trombón

## Listas de éxitos
| Lista          | Posición |
| -------------- | -------- |
| Estados Unidos | 74       |
| Australia      | 56       |
| Austria        | 15       |
| Francia        | 46       |
| Países Bajos   | 5        |
| Suecia         | 6        |
| Finlandia      | 18       |
| Noruega        | 4        |
| Dinamarca      | 5        |
| Italia         | 18       |
| España         | 32       |
| Portugal       | 17       |